# (73993) 1998 FZ4
(73993) 1998 FZ4 – planetoida z pasa głównego asteroid okrążająca Słońce w ciągu 3,59 lat w średniej odległości 2,34 j.a. Odkryta 22 marca 1998 roku.